# Yongxing (socken i Kina, Guizhou)
Yongxing (kinesiska: 永兴, 永兴彝族苗族乡) är en socken i Kina. Den ligger i provinsen Guizhou, i den sydvästra delen av landet, omkring 66 kilometer nordväst om provinshuvudstaden Guiyang.